# 볼린섬

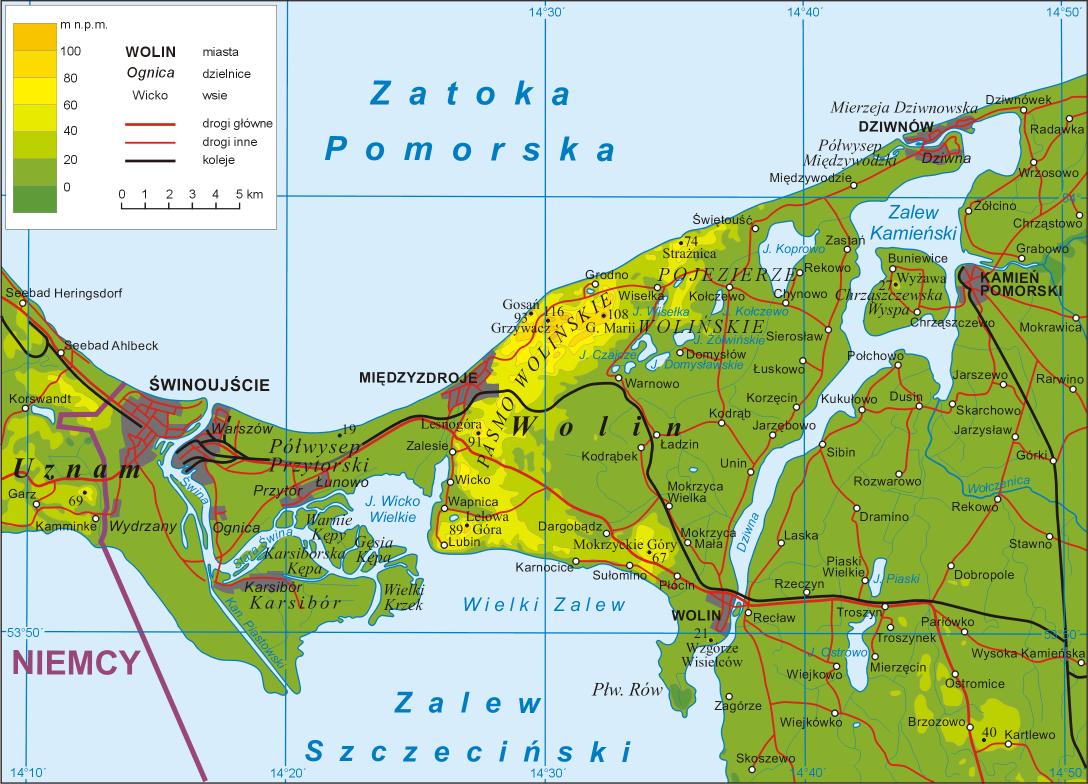
볼린섬의 지도

볼린섬(폴란드어: Wolin, 독일어: Wollin)은 발트해에 위치한 폴란드의 섬으로 면적은 265km2, 높이는 116m이다. 시비나강을 사이에 두고 우제돔섬(우즈남섬)과 서로 떨어져 있으며 포메라니아 본토와는 지브나 해협을 사이에 두고 서로 떨어져 있다. 남쪽으로는 슈체친 석호와 접한다.
빙하기 이후에 형성된 언덕, 삼림이 섬의 대부분을 차지한다. 볼린섬에 위치한 주요 도시로는 볼린, 미엥지즈드로예가 있다. 폴란드 북서부의 대표적인 관광지로서 슈체친과 시비노우이시치에를 연결하는 철도 노선, 유럽 고속도로 65호선이 이 곳을 지나간다.
972년경부터 미에슈코 1세 공작에 의해 폴란드의 지배를 받았지만 1007년경부터 폴란드의 영향권에서 벗어나게 된다. 바이킹 시대에는 욤스비킹의 거점으로 여겨졌으며 1043년에는 노르웨이의 망누스 1세 국왕의 공격을 받기도 했다. 12세기 초반에 볼레스와프 3세 국왕에 의해 정복되면서 다시 폴란드의 지배를 받았고 볼린섬 주민들이 기독교를 수용하게 된다. 1140년에는 교황 인노첸시오 2세에 의해 교구가 설치되었다.
1535년에는 볼린섬 주민들이 루터교를 수용했고 30년 전쟁이 진행 중이던 1630년에는 스웨덴에 점령되기도 했다. 1679년부터 브란덴부르크프로이센 공국, 1701년부터 프로이센 왕국의 지배를 받았고 1871년부터 독일 제국의 지배를 받게 된다. 1945년 제2차 세계 대전의 종전에 따라 볼린섬이 폴란드에 편입되면서 이 곳에 거주하던 독일계 주민들이 추방당했고 옛 폴란드 동부가 소련에 편입되면서 추방된 폴란드계 주민들이 대신 유입되었다.

## 같이 보기
- 욤스비킹